# Station Bet Shemesh
Station Beit Shemesh (Hebreeuws: תחנת הרכבת בית שמש Taḥanat HaRakevet Bet-Shemesh) is een treinstation in de Israëlische plaats Bet Shemesh.
Het station ligt op het traject Tel Aviv-Jeruzalem.
Het station is gelegen in het industriële gebied in het noorden van de stad.
Na een lange tijd van sluiting, werd het station in september 2003 weer officieel geopend.
Het station ligt op dezelfde plaats waar in de 19de eeuw ook het station lag op het traject Jaffa-Jeruzalem.
In elke richting rijdt er per uur een trein.
Sommige treinen komen niet verder dan Bet Shemesh en halen dan ook niet Jeruzalem.
Het station ligt aan de straat HaHarash.
Het bestaat uit drie perrons.
| Eindbestemming    | Vorig station | Lijn               | Volgend station        | Eindbestemming  |
| ----------------- | ------------- | ------------------ | ---------------------- | --------------- |
| Tel Aviv HaHagana | Ramla         | Tel Aviv-Jeruzalem | Jeruzalem-Bijbelse Zoo | Jeruzalem-Malha |